# Vuolusmeren
De Vuolusmeren, Zweeds – Fins: Vuolusjärvet, is een naam voor een groep meren in het noorden van Zweden. De meren liggen langs de Koutorivier in de gemeente Kiruna. Het zijn twee relatief grote meren en een aantal kleinere.
Afwatering: meer Vuolusmeren → Koutorivier → Olosrivier → Lainiorivier → Torne → Botnische Golf